# 竹鶴リタ
竹鶴 リタ（たけつる リタ、1896年（明治29年）12月14日 - 1961年（昭和36年）1月17日）は、ニッカウヰスキーの創業者である竹鶴政孝（1894年（明治27年） - 1979年（昭和54年））の妻。通称：リタ。
生名はジェシー・ロバータ・カウン（Jessie Roberta “Rita” Cowan）。

## 略歴
グラスゴー（イギリス・スコットランド南西部）郊外のイースト・ダンバートンシャー カーキンティロック地域で、医師の長女として誕生。 
4人姉弟。次女はイザベラ・リリアン・カウン（通称：エラ）。エラの3歳下に三女ルーシー、その下に弟ラムゼイがいた。リタは幼少の頃から偏頭痛に悩むことが多く、15歳になると学校に通えず、個人教授を受けた。18歳でグラスゴー学院に入る頃は健康を取り戻し、音楽・英仏文学を学ぶ。卒業後は自動車の運転免許を取得し、父の往診の手伝いもした。

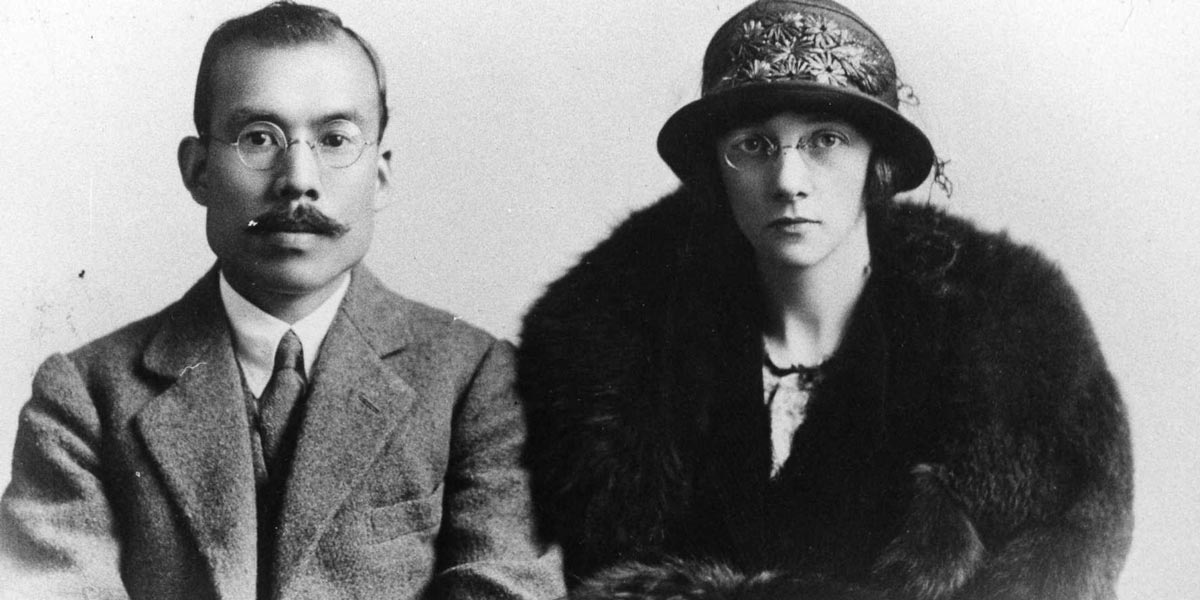
結婚直後に政孝と（1920年頃）

有機化学と応用化学を学ぶためスコットランドのグラスゴー大学に留学（1918年（大正7年）入学）していた竹鶴政孝とは、リタが第一次世界大戦で婚約者を亡くして間もない1919年（大正8年）、当時同大学医学部に在籍していたリタの妹エラから弟のラムゼイへの柔道（柔術）指南を依頼された政孝がカウン家を訪れたことがきっかけで出逢う。2人は音楽が共通の趣味で、リタがピアノ、政孝が持参していった鼓を一緒に奏でるなど親睦を深め、政孝が「スコットランドに残っても構わない」とリタに打ち明けたことに対し、リタは「私はあなたの夢を共に生き、お手伝いしたいのです」と伝えた。国際結婚に抵抗感が強い時代であり、カウン家・竹鶴家のどちらからも反対されたことから、1920年（大正9年）1月に登記所での略式結婚を選択し、同年11月に来日。

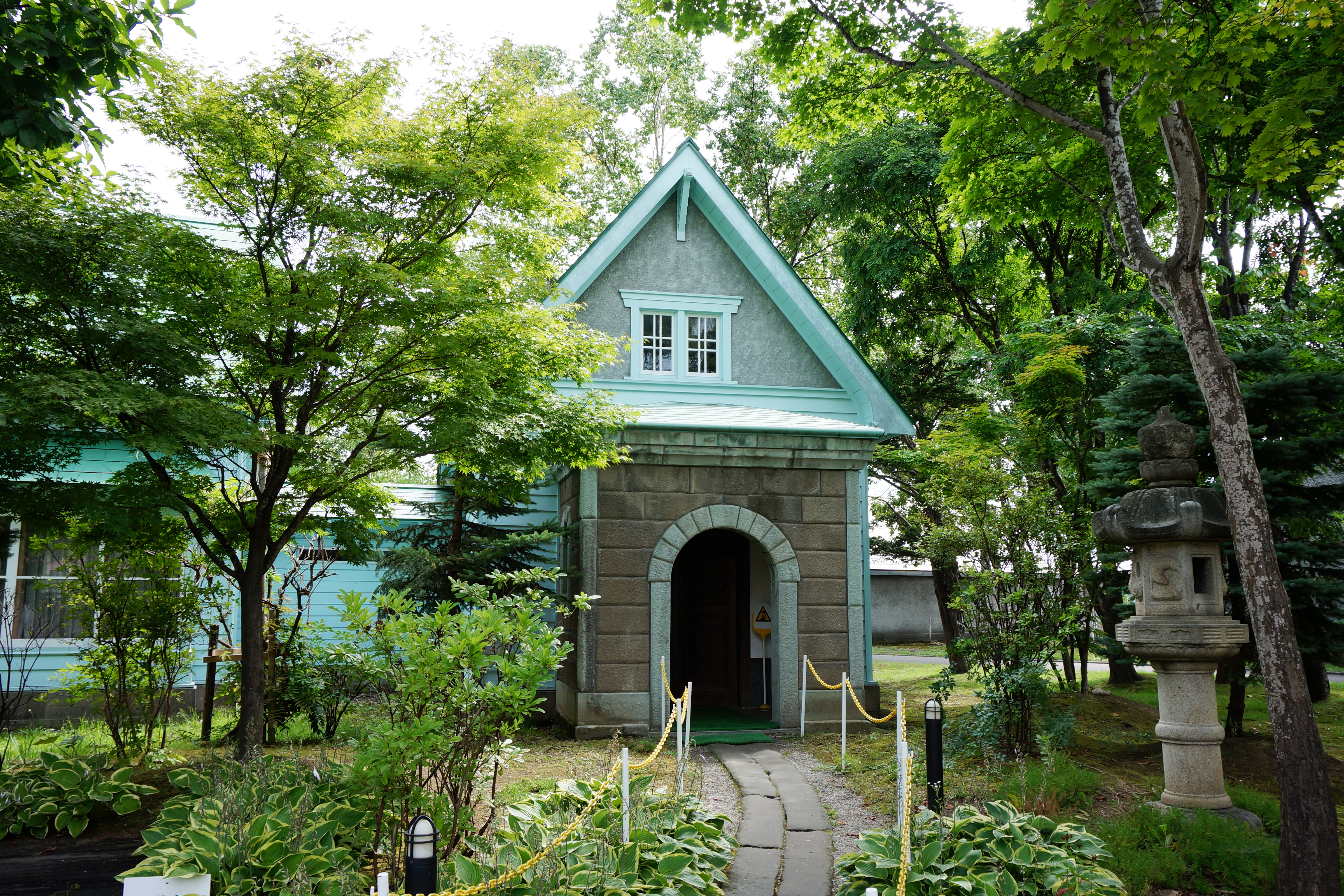
余市蒸溜所の旧竹鶴邸

政孝・リタ夫妻の像（広島県竹原市）

当初は、政孝が摂津酒造（現・ 宝ホールディングス）に就職したため、現在の大阪府大阪市住吉区帝塚山に居住。帝塚山学院において英語やピアノを教えた。また1924年（大正13年）・1931年（昭和6年）には政孝の視察に同行する形でスコットランドに帰郷している。その後神奈川県鎌倉市に移住したが、1934年（昭和9年）には政孝が寿屋（現・サントリー）を退社。北海道余市郡余市町で大日本果汁（現・ニッカウヰスキー）を設立し、余市蒸溜所を開設して所内に居住。リタも翌1935年（昭和10年）9月、余市町へ転居した。
1924年（大正13年）に妊娠をしたが、流産してしまう。それ以降、夫妻には子供が出来なかったため、1930年（昭和5年）には山口広治・シゲ夫妻の子供である房子（後に改名してリマとなる）を、1943年（昭和18年）には政孝の甥である宮野威を養子として迎えた。しかし、養女のリマと夫妻との関係は次第に悪くなっていき、リタの晩年になるまで関係は修復されなかった。
1955年（昭和30年）に肝臓や肺を病んだことから、冬季は政孝が東京で仕事をする際に滞在する神奈川県逗子市で、夏季は余市で、生活するようになる。
1959年（昭和34年）に妹のルーシーが来日。これがカウン家関係者との最後の交流となり、1960年（昭和35年）秋に自身の希望で余市へ帰郷。1961年（昭和36年）1月17日、肝硬変のため64歳で死去。

## リタに由来する施設・商品
以下のものが存在する。

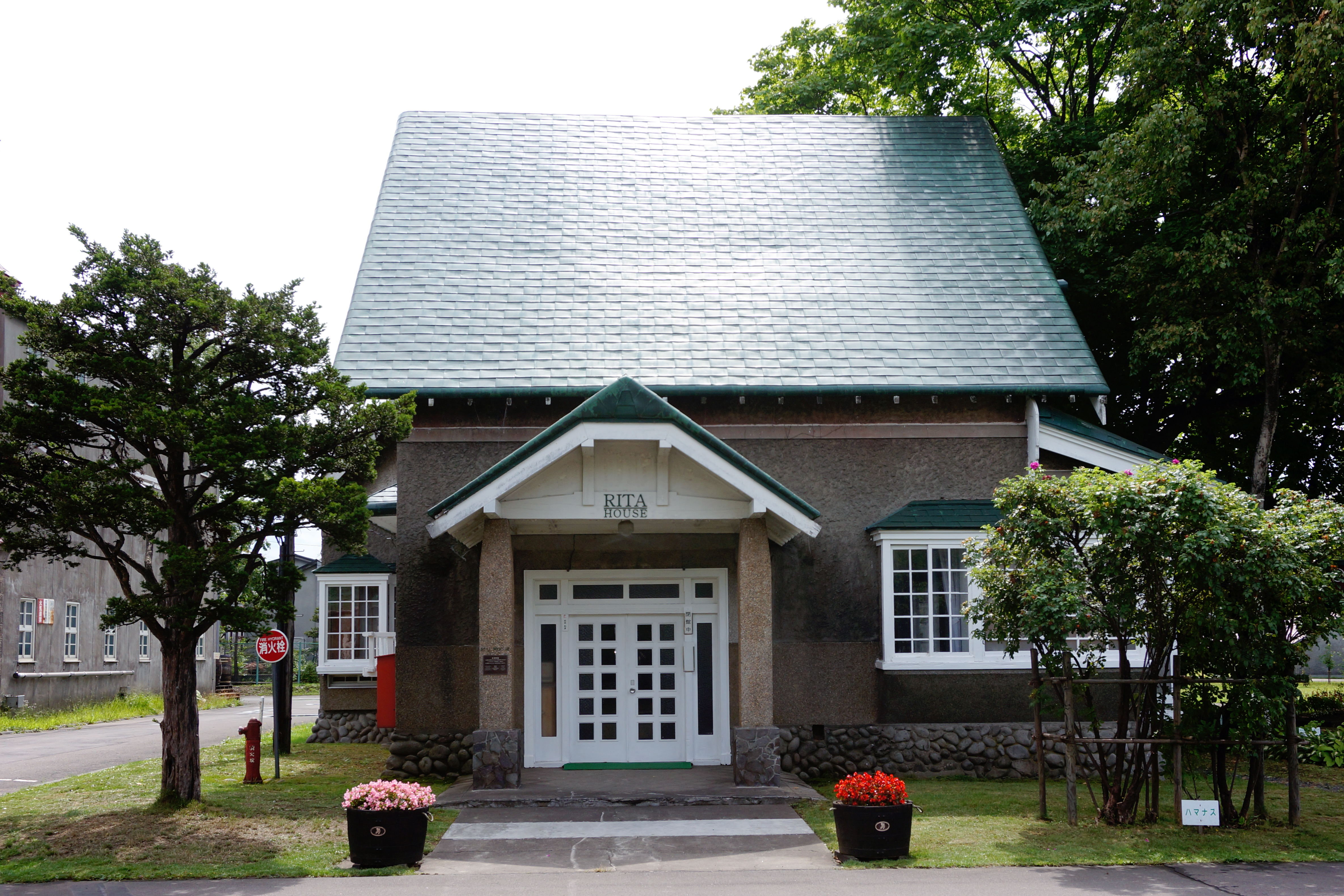
リタハウス

余市蒸溜所内で一般公開されている登録有形文化財建造物。1931年（昭和6年）に但馬八十次の邸宅として竣工。1934年（昭和9年）の蒸溜所開設時に事務所および研究室として使われた。
リタ幼稚園
元々は日本基督教団余市教会が、1950年（昭和25年）に開設した付属の余市幼稚園。以下の経緯で1962年（昭和37年）8月26日に名称変更した。
1961年（昭和36年）に死去したリタの葬儀は、キリスト教徒であったため、養子の威より余市教会の牧師に一任された。葬儀後に竹鶴家より謝礼の申し出があったが、牧師は葬儀で地域住民や葬儀に参列した人々にキリスト教を知ってもらうチャンスを与えられたと考えていたため、受け取らないと返答した。
しかし竹鶴家としては納得できないために、木造で老朽化した教会ならびに幼稚園の移転建替計画を応援するという名目で、新たに取得した土地を含む経費720万円のうち、リタの遺産を含む120万円を寄付することで合意した。完成後に教会は臨時総会を開催し、感謝の意味を込めて現名称に変更した。
リタロード
国道229号の余市駅前から余市町役場前までの区間。1988年（昭和63年）に余市町がリタの出生地との姉妹都市締結ならびに功績を称えてを整備し命名。2003年に手づくり郷土賞受賞。
ニッカバー リタ
小樽市色内の出抜小路に2005年（平成17年）オープンしたバー。
ニッカ アップルブランデー リタ 30年
2014年（平成26年）に限定発売されたニッカウヰスキー創立80周年記念のアップル・ブランデー。
リタハイボール
2014年（平成26年）に限定発売されたニッカウヰスキー創立80周年記念のリンゴ果汁入りのハイボール缶。

## 関連文献
- 森瑤子『望郷』角川書店、2014年、510頁。ISBN 978-4041013366。（竹鶴リタをモデルとした小説）